# Bela-Bela
Warmbaths/Bela-Bela este un oraș în provincia Limpopo, Africa de Sud, aflat la 90 km spre nord de Pretoria.